# Goff Glacier
Goff Glacier är en glaciär i Antarktis. Den ligger i Västantarktis. Inget land gör anspråk på området. Goff Glacier ligger 446 meter över havet.
Terrängen runt Goff Glacier är kuperad åt nordväst, men åt sydost är den platt. Terrängen runt Goff Glacier sluttar norrut.  Trakten är obefolkad. Det finns inga samhällen i närheten.